# Vietnow
Vietnow je třetí skladba z alba Evil Empire od americké rap metalové skupiny Rage Against the Machine. Kriticky poukazuje na populární pravicové relace v rádiích, moderované např. Rushem Limbaughem, G. Gordonem Liddym, Oliverem Northem nebo Michaelem Reaganem. Také připomíná kauzu ze začátku 90. let, kdy byli čtyři losangelesští policisté zachyceni při bití černošského motoristy Rodneyho Kinga. Tom Morello později uvedl, že se při tvorbě riffu snažil napodobit píseň The Wanton Song od Led Zeppelin.

## Seznam skladeb
1. "Vietnow"
2. "Clear The Lane" - b-side
3. "Intro/Black Steel In The Hour Of Chaos [Live Version]"
4. "Zapata's Blood [Live Version]"